# Sultanpur (Uttarakhand)
Sultanpur – miasto w północnych Indiach w stanie Uttarakhand, na zagórzu gór Siwalik.
Populacja miasta w 2012 roku osiągnęło 10 312 mieszkańców.
- World Gazetteer